# Birgerus Magni
Birgerus Magni eller Birger Månsson, född omkring 1419 och död 1464, var en svensk biskop.
Birger hade efter studier vid flera utländska universitet som Leipzig och Perugia, från 1448 varit domprost i Uppsala och från 1462 biskop i Västerås. Birger var dessutom påvlig kammarherre samt en tid påvlig nuntie.
Sina kyrkliga utmärkelser hade han till stora delar erhållit, genom att 1448 ha medverkat till att förmå den svenska kyrkan att överge Baselkonsiliet och dess påve och i stället ansluta sig till Rompåven. Birger Månsson fungerade även som Sveriges första diplomatiska sändebud. Han tjänstgjorde vid flera tillfällen som Karl Knutssons ombud vid kurian och hade där till uppgift att motverka Kristian I:s försök att vinna stöd för ett återupplivande av unionen. Birger hade viss framgång i sina bemödanden och arbetade även för Karl Knutssons planer att vinna insteg i Tyska ordens områden. Efter Karl Knutssons fall 1457 övergick dock Birger till Kristian I:s tjänst och var även för dennes räkning en tid verksam vid kurian.